# Baptist Knieß
Baptist Knieß (Grünstadt, 17 aprile 1885 – Monaco di Baviera, 10 novembre 1956) è stato un generale tedesco della Wehrmacht durante la seconda guerra mondiale.

## Biografia

### I primi anni e la prima guerra mondiale
Knieß entrò nell'esercito bavarese l'8 luglio 1906. Il 9 marzo del 1908 venne promosso al grado di sottotenente nel 5º reggimento di fanteria "Granduca Ernesto Luigi d'Assia". Knieß prese parte alla prima guerra mondiale: il 30 novembre 1914 venne promosso tenente ed il 18 dicembre 1915 a capitano . Per il servizio militare prestato venne insignito di entrambe le classi della croce di ferro, dell'Ordine al Merito Militare di IV Classe con spade e corona e della Medaglia al coraggio dell'Assia.

### La Repubblica di Weimar
Dopo la fine della guerra, Knieß entrò nell'esercito della Repubblica di Weimar ed entrò qualche tempo dopo nel 41º reggimento fucilieri, venendo poi trasferito al 19º reggimento di fanteria. Qui fu comandante di compagnia dalla primavera del 1924, venendo impiegato dall'anno successivo nello staff del 1º battaglione del suo reggimento. Il 1º aprile 1928 venne trasferito a Borkum ed il 1º dicembre venne promosso al rango di maggiore. Nel maggio del 1930 venne assegnato al 21º reggimento di fanteria di stanza ad Erlangen, prestando servizio come comandante del battaglione di addestramento.
Il 1º aprile 1933 Knieß fu nominato tenente colonnello ed il 1 aprile 1934 venne trasferito nello staff del comandante di Ratisbona. Nella Wehrmacht (dal 16 marzo 1935) la sua carriera proseguì velocemente divenendo colonnello dal 19 aprile 1935 ed ottenendo dal 1º ottobre di quello stesso anno il comando del 63º reggimento di fanteria di Ingolstadt. Il 1º giugno 1938 venne nominato maggiore generale ed il 1º aprile 1939 assunse la carica di comandante della Landwehr a Heilbronn. Durante la mobilitazione del 26 agosto 1939, Knieß fu promosso comandante della 215ª divisione di fanteria (Alto Reno/Saar Palatinato).

### La seconda guerra mondiale
Con quest'ultima posizione prese parte con la sua divisione alla campagna militare in Francia nella primavera del 1940 ed il 1º luglio di quell'anno venne promosso al rango di tenente generale; rimase in Francia con la sua divisione sino alla fine del 1941 quando la 215ª divisione venne schierata sul fronte russo, sempre sotto la guida di Knieß. Il 3 agosto 1942, ma il 12 novembre decise di rinunciare a tal incarico.
Promosso al grado di generale di fanteria il 1º dicembre 1942, venne trasferito nuovamente in Francia nel LXVI corpo di riserva a Clermont-Ferrand. Il 10 maggio 1943 passò in riserva, ma a metà giugno del 1943 riprese nuovamente il comando del la LXVI corpo di riserva come comandante generale. Il 7 settembre 1943, Kniess fu incaricato di istituire il gruppo dirigente del personale della Francia meridionale. Nell'ottobre 1943 fu nominato comandante generale del "Kniess Corps". Rinominando la sua unità, divenne il comandante generale del LXXXV corpo d'armata il 10 luglio 1944. Nel marzo del 1945 comandò le truppe tedesche che tentarono invano di fermare l'Operazione Undertone degli Alleati.
Alla fine di marzo 1945 cedette il comando e fu nuovamente trasferito in riserva. Nel maggio del 1945 Kniess venne fatto prigioniero e rilasciato nel luglio del 1947, ritirandosi da allora a vita privata a Monaco di Baviera dove morì nel 1956.